# Instrumentos musicais de Angola
Os instrumentos musicais de Angola pertencem à tradição organológica africana. Todas as espécies existentes estão agrupadas em quatro categorias, conforme a natureza do elemento vibratório.
Os instrumentos musicais angolanos são tradicionalmente utilizados para acompanhar as musicas tradicionais, tais como a kabetula, a kilapanda (também referenciada por kilapanga ou kilaphanga), a moda-cabecinha, a kizomba, a kalupeteca, o merengue, o semba, a rebita, o makinu, entre outros. No entanto, também são utilizados para celebrar rituais, como por ocasiões de um nascimento, o atingir da puberdade, um casamento, durante a caça, em rituais litúrgicos, em funerais, em actos espirituais ou em cânticos tribais. São de feitura manual, pelo que são autênticas obras de arte, sendo muito cobiçados por coleccionadores.
Uma descrição bem pormenorizada dalguns instrumentos musicais dos Lundas foi feita por Henrique Augusto Dias de Carvalho na sua obra Ethnographia e história tradicional dos povos da Lunda (veja páginas 364 – 379 do livro mencionado na bibliografia).
Os instrumentos são divididos em, membrafones (ou membranofones), idiofones, cordofones e aerofones

## Membrafones
Os membrafones são instrumentos  de percussão, que produzem som através da vibração de membranas distendidas. A altura e a qualidade tímbrica dos sons destes instrumentos depende da elasticidade dos materiais utilizados.
- Batuque ou tam-tam - Na antiguidade serviu como forma de comunicação. Existem vários tipos variando no tamanho, aspecto, e material de que são confeccionados. Produzem um som alto. Tipicamente utilizado pelos ambundos.[1]
- Mucuvo - Nome usado pelos Jagas para o Tyinguvu.
- Mukupela (também conhecido por Mukuazu) - Tambor de duas faces com palheta vibratória, usado pelos chócues, lundas, Humbes e congos.
- Ndungu - Tambor pequeno de forma alongada com um tom muito elevado, feito a partir de um tronco de árvore. Muito usado na região de Cabinda e simboliza o poder do chefe tradicional (soba).[2]
- ingomba - Tambor alto e cilíndrico, produz um som grave parecido com o do bombo (é semelhante à conga). Tipicamente utilizado pelos ambundos, ovimbundos, humbes, chócues, congos, quilengues, ganguelas, luimbes, songos e minungos.[3]
- Ngoma wa tyna - Tambor com uma face e tampo de rufo, utilizado pelos chócues e lundas.
- Ngoma wa mukundu - Tambor com uma face e pele de rufo, utilizado pelos chócues e lundas.
- Ochigufu - o mesmo que Tyinguvu entre os Benguela
- Ongoma - O mesmo que Ngoma, entre os cuanhamas e outros povos do Sudoeste de Angola.
- Puíta - No Brasil é conhecida por Cuíca. É um tambor de fricção, originário do Reino do Congo. No interior tem uma vara de madeira com uma das extremidades solidamente liga ao centro da membrana. A mão direita molhada serve para friccionar e a mão esquerda faz pressão na pele de tambor, em função do ritmo que quer marcar. É muito usada pelos ambundos, ovimbundos, humbes, cuanhamas, ambundos, chócues e Mussucos.[1][3]
- Tyinguvu - Tambor de madeira mono-bloco, trapezoidal tipicamente utilizado pelos Lunda, chócues e ganguelas
- Tumba - Instrumento tradicional semelhante à conga.

## Idiofones
Os idiofone são instrumento em que o som é provocado pela vibração do corpo do instrumento, sem a necessidade de nenhuma tensão externa, as suas qualidades timbricas dependem da elasticidade dos seus materiais. Existem três tipos os de percussão, de entre-choque e os sacudidos.
- Bavugu - É constituído por três cabaças untadas, num conjunto baseado no jogo de ar comprimido e descomprimido, tangido por uma mão num dos orifícios, enquanto que o outro orifício, é coberto e descoberto, num movimento de vai e vem contra uma das coxas da perna.
- Cingunvu - (carece de descrição). Muito utilizado entre os ambundos.[3]
- Dicanza - É construído em madeira ou bambu e é constituído por uma base onde se efectuam corte feitos a serrote. O som é produzido por meio de fricção de uma pequena vareta.[1]. No Brasil é conhecido por Reco-reco[4]
- Quissanje - Também conhecido por mbira, kalimba ou sansa, é um instrumento de som fluido, é muito utilizado durante caminhadas longas ou como fundo musical quando um mais velho conta histórias, à volta da fogueira. É construído sobre uma tábua harmónica onde se fixam lâminas, que podem ser de bambu ou metal, presas a um cavalete. O instrumento é agarrado com as duas mãos e tocado com o polegar de cada uma. Alguns grandes tocadores chegam a utilizar os indicadores. Também é chamada Mbwetete, quando é feita à base de bambu.[3]
- Maraca - é normalmente feito de maboque. Depois de seco fazem-se uns pequenos orifícios e coloca-se no seu interior sementes secas ou missangas.
- Marimba - É semelhante ao xilofone, feito com lamelas de madeira, normalmente de pau-santo ou pau-rosa que, ao serem percutidas com baquetes, produzem um som doce e melodioso.[3]
- Mondo - (carece de descrição). Muito utilizado entre os ambundos.[3]

## Cordofones
Os cordafones são instrumentos cujo som é obtido através da vibração de uma corda tencionada quando beliscada, percutida ou friccionada.
- Hungu - É constituído por um arco, que tem amarrada na sua base uma cabaça com o fundo cortado. A mão esquerda, sustentando o conjunto, pratica um movimentos de vai e vem contra o ventre. A mão direita, com uma varinha, percute a corda. Este instrumento foi levado pelos escravos para o Brasil, onde tem o nome de Berimbau e serve para acompanhar uma dança acrobática chamada capoeira. É utilizado entre os ambundos, ovambos, nianecas, humbes e coissãs.[3]
- Xihumba - (carece de descrição). É utilizado entre os ambundos, ovambos, nianecas e humbes.[3]
- Xicomba - (carece de descrição). É utilizado entre os ambundos, ovambos, nianecas e humbes.[3]

## Aerofones
Os aerofones são instrumentos cujo som é obtido através da vibração  do ar, sem a necessidade de membranas ou cordas e sem que a própria vibração do corpo do instrumento influencie significativamente o som produzido.
- Olombendo - É uma flauta típica dos ovimbundos.[3]
- Mpungi - É uma trombeta utilizada pelos congos que serve para anunciar as cerimónias fúnebres ou, na antiguidade, a investidura do rei.[2][3]
- Kakoxi - É uma espécie de violino, com três cordas tocada nas kombas (palhões) e nas noites de sunguilar. É típica na zona de Massangano (Cambambe). Fricciona-se a corda atada numa pequena vara e o seu som é contínuo, igual ao do violino.